# Phyrama laticolle
Phyrama laticolle är en insektsart som beskrevs av George Clifford Carl 1914. Phyrama laticolle ingår i släktet Phyrama och familjen vårtbitare. Inga underarter finns listade i Catalogue of Life.